# Miss Marmelstein

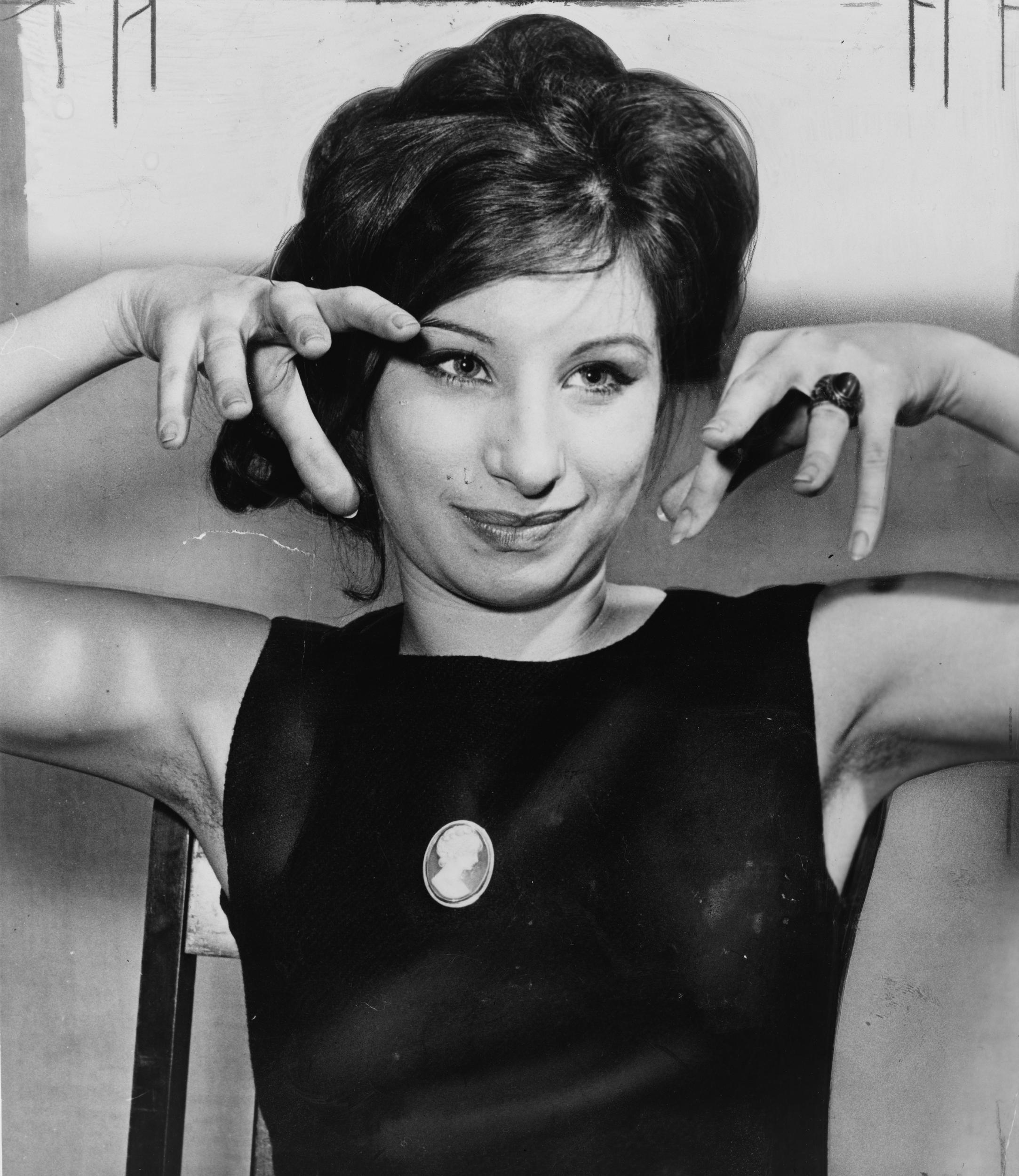
Барбра Стрейзанд в 1962 г.

«Miss Marmelstein» — песня, написанная Гарольдом Роумом для мюзикла «Я могу достать это вам по оптовой цене», впервые была исполнена Барброй Стрейзанд в 1962 году.
На прослушиваниях Стрейзанд исполнила свою первую запись «A Sleepin’ Bee», тем не менее она пришла туда подготовленной, в образе дамочки из 30-х годов, поскольку именно в это время происходило действие картины. Создатели певицу оценили и попросили исполнить песню из самого мюзикла — «Miss Marmelstein». Стрейзанд после этого была утверждена, ради неё они даже расширили роль.
Исполнение Стрейзанд песни «Miss Marmelstein» стало одной из самых популярных частей мюзикла, поэтому было принято решение выпустить его в качестве сингла в апреле 1962 года, на оборотной стороне содержалась песня «Who Knows?» в исполнении Мэрилин Купер. На конвертах с виниловыми пластинками была допущена ошибка: было написано «Барбара» вместо «Барбра».
В 2000 году Стрейзанд исполняла эту песню во время тура Timeless, позднее песня была издана на концертом альбоме Timeless: Live in Concert.